# Джулиан Швингър

Джулиан Швингър (на английски: Julian Seymour Schwinger) е американски физик, носител на Нобелова награда за физика за 1965 година за фундаменталните му разработки в областта на квантовата електродинамика. Поделя наградата с Ричард Файнман и Шиничиро Томонага.:с. 240 Ученик на Изидор Исак Раби, друг Нобелов лауреат.

## Биография
Роден е на 12 февруари 1918 година в Ню Йорк, САЩ. Завършва Сити колидж в Ню Йорк. Прави първата си научна публикация на 16 години. Защитава докторска степен в Колумбийския университет, след което работи в Калифорнийския университет в Бъркли и университета Пърдю. От 1945 до 1974 г. преподава в Харвард, а от 1974 г. до смъртта си в Калифорнийския университет в Лос Анджелис.
Умира от рак на панкреаса на 16 юли 1994 година в Лос Анджелис на 76-годишна възраст.